# Havre – Caumartin
Havre - Caumartin – stacja 3 i 9 linii  metra  w Paryżu. Stacja znajduje się w 9. dzielnicy Paryża.  Na linii 3 stacja została otwarta 19 października 1904, a na linii 9 - 3 czerwca 1923.